# Myrsidea cornicis
Myrsidea cornicis är en insektsart som först beskrevs av De Geer 1778.  Myrsidea cornicis ingår i släktet sadellöss, och familjen spolätare. Arten är reproducerande i Sverige.